# تيتي أبيض
سعدان تيتي الأبيض (الأسم العلمي: Plecturocebus pallescens) هو نوع من أنواع قرود التيتي، وهو نوع من قرود العالم الجديد، من أمريكا الجنوبية . وجدت في بوليفيا والبرازيل وباراغواي .